# Ozero Tserkovisjtje (sjö i Belarus, lat 55,02, long 28,44)
Ozero Tserkovisjtje (ryska: Озеро Церковище) är en sjö i Belarus.   Den ligger i voblasten Vitsebsks voblast, i den norra delen av landet, 140 km norr om huvudstaden Minsk. Ozero Tserkovisjtje ligger 144 meter över havet. Arean är 0,25 kvadratkilometer. Den sträcker sig 0,6 kilometer i nord-sydlig riktning, och 0,7 kilometer i öst-västlig riktning.
I omgivningarna runt Ozero Tserkovisjtje växer i huvudsak blandskog. Runt Ozero Tserkovisjtje är det ganska glesbefolkat, med 21 invånare per kvadratkilometer.